# Brandie Burton
Brandie Burton, född 8 januari 1972 i San Bernardino i Kalifornien, är en amerikansk professionell golfspelare.
Burton studerade vid Arizona State University och som amatör ställde hon upp i US Womens Open tre gånger. Hon blev professionell 1991 och det året utsågs hon till årets nykomling på touren. Fram till november 2005 hade hon vunnit fem tävlingar på LPGA-touren.
Hennes största framgångar i karriären kom 1993 och 1998 då hon vann majortävlingen du Maurier Classic. 1993 kom hon trea i tourens penningliga.
Burton deltog i det amerikanska Solheim Cup-laget 1992, 1994, 1996, 1998 och 2000.

## Meriter

### Majorsegrar
- 1993 du Maurier Classic
- 1998 du Maurier Classic

### LPGA-segrar
- 1992 PING/Welch's Championship
- 1993 Jamie Farr Toledo Classic, SAFECO Classic

### Övriga segrar
- 1990 North and South Championship, Broadmoor Championship

### Utmärkelser
- 1991 LPGA Rookie of the Year
- 1993 Female Player of the Year (Golf World)
- 2000 Heather Farr Player Award.